# Oblężenie Neuss

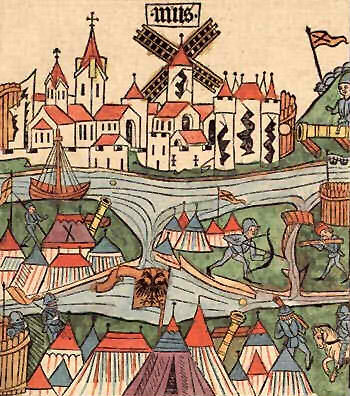
Oblężenie Neuss z Geschichte Peter Hagenbachs und der Burgunderkriege (1477) Konrada Pfettisheima

Oblężenie Neuss – oblężenie, które miało miejsce między 29 lipca 1474 a 15 maja 1475. Armia burgundzka dowodzona przez księcia Karola Śmiałego po 11 miesiącach oblężenia, na wieść o zbliżającym się cesarskim wojsku, odstąpiła od murów i wszczęła rokowania.

## Przyczyny ataku
Książę Burgundii, Karol Śmiały pragnął rozszerzyć granice Księstwa Burgundii i stworzyć wielkie państwo rozciągające się od Morza Północnego aż do Alp. Zorganizował najlepiej wyposażoną i zorganizowaną, jak na owe czasy, armię, która liczyła 18 tysięcy żołnierzy. Złożona była z rycerzy i najemników z wielu krajów. Książę Karol, wykorzystał konflikt z Księstwem Kolonii, aby wkroczyć na jego tereny. Pierwszym celem było miasto Neuss - największa po Kolonii nadreńska twierdza.

## Przebieg oblężenia
Neuss było bronione przez hr. Hermanna Heskiego, który wzmacniał miejscowe oddziały ze swoją grupą heskich najemników liczącą 1 500 żołnierzy. Mimo że Karol Śmiały przypuszczał wiele szturmów, miasto dzielnie stawiało opór przez 11 miesięcy. Dało to czas cesarzowi niemieckiemu Fryderykowi III oraz margrabiemu Brandenburgii - Albrechtowi Achillesowi na zorganizowanie odsieczy i pospieszenie na pomoc miastu. Książę Burgundii Karol Śmiały, na wieść o zbliżającej się cesarskiej armii przerwał oblężenie 15 maja 1475 roku. Rozpoczęły się rokowania, które doprowadziły do zawarcia pokoju w Kolonii 28 czerwca 1475 roku.